# Associazione Calcio Montebelluna 1981-1982
Questa voce raccoglie le informazioni riguardanti l'Associazione Calcio Montebelluna nelle competizioni ufficiali della stagione 1981-1982.

## Rosa
| N. |                   | Ruolo | Calciatore           |
| -- | ----------------- | ----- | -------------------- |
|    | Italia (bandiera) | D     | Giuliano Alessio     |
|    | Italia (bandiera) | A     | Riccardo Andriotto   |
|    | Italia (bandiera) |       | Bergamin             |
|    | Italia (bandiera) | C     | Gianni Biancuzzi     |
|    | Italia (bandiera) | D     | Gianfranco Bisiol    |
|    | Italia (bandiera) | C     | Stefano Brotto       |
|    | Italia (bandiera) | C     | Antonio Veloce       |
|    | Italia (bandiera) | C     | Antonio Brunetta     |
|    | Italia (bandiera) | D     | Andrea Bruniera      |
|    | Italia (bandiera) | D     | Franco Calzamatta    |
|    | Italia (bandiera) | A     | Nazzareno Carraretto |
|    | Italia (bandiera) | P     | Renato Da Ros        |
|    | Italia (bandiera) | C     | Walter Franzot       |

| N. |                   | Ruolo | Calciatore        |
| -- | ----------------- | ----- | ----------------- |
|    | Italia (bandiera) | P     | Paolo Galli       |
|    | Italia (bandiera) | C     | Roberto Merlo     |
|    | Italia (bandiera) | C     | Claudio Pozzobon  |
|    | Italia (bandiera) | A     | Luca Rossetto     |
|    | Italia (bandiera) | A     | Maurizio Sandri   |
|    | Italia (bandiera) | C     | Roberto Sartori   |
|    | Italia (bandiera) | C     | Luigi Seno        |
|    | Italia (bandiera) | C     | Antonio Tessariol |
|    | Italia (bandiera) | D     | Paolo Tocchetto   |
|    | Italia (bandiera) |       | Valvo             |
|    | Italia (bandiera) | A     | Massimo Veschetti |
|    | Italia (bandiera) | D     | Mauro Zanetti     |